# Pomnik Żołnierzy Września w Bykowcach
Pomnik Żołnierzy Września w Bykowcach – pomnik upamiętniający poległych żołnierzy polskich w Bykowcach w gminie Sanok w województwie podkarpackim.

## Historia
Ideę stworzenia monumentu prowadził Komitet Budowy Pomnika, zaś inicjatywę wsparło Muzeum Budownictwa Ludowego w Sanoku, którego kierownik pracowni konserwatorskiej Wojciech Kurpik bezinteresownie przygotował projekt  , zaś w organizacji przedsięwzięcia działali także Aleksander Rybicki i Stefan Stefański. Monument przedstawia flagę Polski w odpowiedniej kolorystyce, imitując jej postrzępienie na wietrze. Pomnik wykonano w kamieniu łupanym i ustawiono na betonowej płycie. Po bokach umieszczono filarki, a na nich misy przeznaczone na znicze. Monument został zainstalowany w Bykowcach po lewej stronie szosy Sanok-Przemyśl (droga krajowa nr 28). Przy całości przedsięwzięcia szczególnie zaangażował się działacz oddziału ZBoWiD Wiktor Gościński. Obiekt powstał w czynie społecznym. Koszty zaplanowane wyniosły 92 tys. zł..
Pomnik został odsłonięty 10 października 1971 w ramach obchodów 28. rocznicy powstania ludowego Wojska Polskiego . Odsłonięcia dokonał zastępca przewodniczącego zarządu okręgowego ZBoWiD dr Tadeusz Stanisz. Przemówienie wygłosił uczestnik walk wrześniowych z 1939 inż. Tadeusz Gołębiowski. Przewodniczący Prezydium PRN w Sanoku, Zbigniew Dańczyszyn przekazał opiekę nad pomnikiem uczniom II Liceum Ogólnokształcącego im. Marii Skłodowskiej-Curie w Sanoku oraz szkoły podstawowej w Bykowcach. W uroczystościach uczestniczyli krewni ppor. Mariana Zaremby.
Monument upamiętnia walkę polskich żołnierzy, który po wybuchu II wojny światowej podczas kampanii wrześniowej 1939 . Kompania karabinów maszynowych 6 Pułku Strzelców Podhalańskich z Sambora (wchodząca w skład 3 Brygady Górskiej), którą wodził podporucznik rezerwy Marian Zaremba jako miała za zadanie opóźnianie natarcia wroga . Podczas walki 10 września 1939 w miejscowości Bykowce, nieopodal Sanoka Zaremba został ranny, następnie wzięty do niewoli i zastrzelony przez Niemców na miejscu strzałem w tył głowy (jego ostatnie słowa przed śmiercią miały brzmieć: „Polsko pomścij”). Wraz z nim polegli czterej szeregowcy: Ludwik Lisiak, Ignacy Matuszczak, Leon Piłat i Leon Urbaniak . Bitwa w Bykowcach była ostatnim aktem walk kampanii wrześniowej na terenie powiatu sanockiego.
Pomnik stanowi wizerunek postrzępionego polskiego sztandaru. Została na nim umieszczona tablica pamiątkowa inskrypcją: „Miejsce bohaterskiej walki i śmierci polskich żołnierzy, którzy pod dowództwem ppor. Mariana Zaremby w dniu 10 września 1939 roku stoczyli bitwę z przeważającymi siłami najeźdźców hitlerowskich” .
Ponadto powstała rzeźba przedstawiająca głowę cierpiącego Chrystusa zaprojektowana i wykonana przez artystę plastyka Stanisława Bryndala z Ołpin. W celu upamiętnienia pięciu żołnierzy poległych w dniu 10 września 1939 roku w Bykowcach na piaskowej płycie grobowca zamieszono symbolicznie pięć miedzianych liści dębu. Dzisiaj znane są tylko cztery nazwiska poległych: Ludwik Lisiak, Ignacy Matuszczak, Leon Piłat i Leon Urbaniak - leśniczy. Pomnik uroczyście poświęcono 1 września 2001.